# Île Clarence (Îles Shetland du Sud)
Pour les articles homonymes, voir Île Clarence et Clarence.
L'Île Clarence est la deuxième île en superficie du groupe d'îles que la cartographie chilienne nomme Îles Piloto Pardo, au nord-est des Îles Shetland du Sud.

## Localisation
Elle se trouve à proximité de la principale île du groupe, l'île de l'Éléphant.
Elle est longue de 18 km et est la plus orientale des Shetland du Sud.

## Relief
La crête d'Urda (bulgare : Урдин хребет , 'Urdin Hrebet' \ 'ur-din' hre-bet \) est la crête principalement couverte de glace occupant l'intérieur du sud de l'île. Elle s'étend sur 8 km dans la direction nord-nord-est à sud-sud-ouest et 9 km dans la direction ouest-nord-ouest à est-sud-est, s'élevant à 1950 m au sommet de l'île, le Mont Irving (en) et est reliée à la crête Ravelin (en) au nord par la selle Soyka (en). Les pentes sud-est sont couvertes par les glaciers Dobrodan (en) et Highton (en), et les pentes nord-ouest par les glaciers Skaplizo (en), Giridava (en) et Bersame (en). 

## Revendications
Découverte en 1819 par les navigateurs britanniques William Smith et Edward Bransfield. Le premier débarquement eut lieu le 4 février 1820.
L'Argentine inclut ces îles dans le Département Islas del Atlántico Sur dans sa province de Terre de Feu, Antarctique et Îles de l'Atlantique Sud.
Pour le Chili, elles font partie du Territoire chilien de l'Antarctique.
Enfin, le Royaume-Uni considèrent qu'elles sont incluses dans le Territoire britannique de l'Antarctique.
Ces différentes revendications furent suspendues par le Traité de l'Antarctique.